# Cantone di Mortain
Il Cantone di Mortain era una divisione amministrativa dell'arrondissement di Avranches.
È stato soppresso a seguito della riforma complessiva dei cantoni del 2014, che è entrata in vigore con le elezioni dipartimentali del 2015.
Comprendeva i comuni di:
- Bion
- Fontenay
- Mortain
- Le Neufbourg
- Notre-Dame-du-Touchet
- Romagny
- Saint-Barthélemy
- Saint-Clément-Rancoudray
- Saint-Jean-du-Corail
- Villechien